# Eugen Merzbacher (Physiker)
Eugen Merzbacher (* 9. April 1921 in Berlin; † 6. Juni 2013 in Chapel Hill (North Carolina)) war ein US-amerikanischer theoretischer Physiker, der sich mit Atomphysik und Kernphysik befasste.
Merzbacher floh als Jude mit seiner Familie 1935 aus Deutschland in die Türkei, wo sein Vater als Chemiker arbeitete. Er studierte an der Universität Istanbul und unterrichtete nach dem Abschluss 1943 vier Jahre an einer höheren Schule in Ankara. 1947 ging er in die USA und studierte Physik an der Harvard University, an der er 1948 seinen Master-Abschluss machte und 1950 bei Julian Schwinger promovierte. 1950/51 war er am Institute for Advanced Study. Danach war er an der Duke University als Gastprofessor und später (bis 1969) als Professor. 1959/1960 war er Gastwissenschaftler am Institut für Theoretische Physik in Kopenhagen, wo er intensive Kontakte zu Niels Bohr aufbauen konnte. 1967/68 war er Gastprofessor an der University of Washington in Seattle. Ab 1969 war er Professor an der University of North Carolina at Chapel Hill, wo er bis zu seiner Emeritierung 1991 blieb. Zweimal war er dort geschäftsführender Chairman, und von 1977 bis 1982 schließlich Chairman des Physikdepartments. 1969 wurde er dort Kenan Professor. 1972 erhielt er den Thomas Jefferson Award der Universität. Er war Mitgründer des Triangle Universities Nuclear Laboratory.
1986 war er Gastwissenschaftler an den Universitäten von Edinburgh und Stirling und 1991 Arnold Behring Gastprofessor am Williams College.
Merzbacher ist bekannt für sein Quantenmechanik-Lehrbuch, zuerst 1961 erschienen.
Er war seit 1962 Fellow der American Physical Society (APS), 1990 war er Präsident der APS. 1977 erhielt er den Humboldt-Forschungspreis. 1993 erhielt er einen Ehrendoktor der University of North Carolina at Chapel Hill.
Er war verheiratet und hatte vier Kinder.

## Schriften
- Quantum Mechanics, John Wiley, 1961, 1970, 3. Auflage (völlig überarbeitet) 1998, ISBN 0-471-88702-1